# Comuna Marînîn, Berezne
Marînîn (în ucraineană Маринин) este o comună în raionul Berezne, regiunea Rivne, Ucraina, formată din satele Bilceakî și Marînîn (reședința).

## Demografie
Componența lingvistică a comunei Marînîn
     Ucraineană (98,83%)
     Alte limbi (1,17%)
Conform recensământului din 2001, majoritatea populației comunei Marînîn era vorbitoare de ucraineană (98,83%), existând în minoritate și vorbitori de alte limbi.